# Episodi di A casa di Raven (prima stagione)
La prima stagione della serie televisiva A casa di Raven è andata in onda negli Stati Uniti d'America dal 21 luglio al 20 ottobre 2017 su Disney Channel.
In Italia la stagione è stata trasmessa dal 16 aprile al 10 giugno 2018 su Disney Channel.
| n° | Titolo originale                | Titolo italiano                     | Prima TV USA      | Prima TV Italia |
| -- | ------------------------------- | ----------------------------------- | ----------------- | --------------- |
| 1  | Baxter's Back!                  | Raven è tornata!                    | 21 luglio 2017    | 16 aprile 2018  |
| 2  | Big Trouble in Little Apartment | Problemi in un piccolo appartamento | 28 luglio 2017    | 17 aprile 2018  |
| 3  | The Baxters Get Bounced         | Al rischio di sfratto               | 4 agosto 2017     | 18 aprile 2018  |
| 4  | The Bearer of Dad News          | Brutte notizie da papà              | 11 agosto 2017    | 19 aprile 2018  |
| 5  | You're Gonna Get It             | Non la passerai liscia!             | 18 agosto 2017    | 20 aprile 2018  |
| 6  | Adventures in Mommy-Sitting     | Mamme in libera uscita              | 25 agosto 2017    | 22 aprile 2018  |
| 7  | Dancing Tween                   | Il primo ballo                      | 8 settembre 2017  | 6 maggio 2018   |
| 8  | Vending the Rules               | Distributore di regole              | 15 settembre 2017 | 13 maggio 2018  |
| 9  | In-vision of Privacy            | Invasione della privacy             | 22 settembre 2017 | 27 maggio 2018  |
| 10 | Fears of a Clown                | Paura dei clown                     | 29 settembre 2017 | 29 aprile 2018  |
| 11 | The Baxtercism of Levi Grayson  | Halloween a casa Baxter             | 6 ottobre 2017    | 20 maggio 2018  |
| 12 | Dream Moms                      | Mamme da sogno                      | 13 ottobre 2017   | 10 giugno 2018  |
| 13 | Vest in Show                    | Il talento di Booker                | 20 ottobre 2017   | 3 giugno 2018   |